# Bianca Botto
Bianca Botto (Lima, Provincia de Lima, Perú, 6 de junio de 1991) es una tenista peruana. Desde el año 2009 forma parte del equipo de Fed Cup del Perú. En 2014 obtuvo la medalla de bronce en los Juegos Suramericanos.

## Trayectoria
Botto es una peruana de ascendencia italiana.
En 2009 ingresó al cuadro principal del Roland Garros.
En el año 2011, recibió el Premio Corazón de la Federación Internacional de Tenis por su participación en la Fed Cup. En mayo de 2012, se coronó campeona del Challenger de Caserta de Italia venciendo en la final a la serbia Aleksandra Krunić. En ese mismo año participó en la clasificación del Abierto de Estados Unidos. Durante el Challenger de Alphen Aan Der Rijn en los Países Bajos se lesionó el hombro sufriendo una rotura de Labrum, alejándola de la competencia desde agosto de 2012 hasta julio de 2013.

### Finales ITF Junior

#### Singles
| Leyenda            |
| ------------------ |
| Torneos de Grado 1 |
| Torneos de Grado 2 |
| Torneos de Grado 3 |
| Torneos de Grado 4 |
| Torneos de Grado 5 |

| Resultado | Fecha      | Torneo                    | Superficie | Rival               | Marcador      |
| --------- | ---------- | ------------------------- | ---------- | ------------------- | ------------- |
| Victoria  | 31-03-2007 | Copa Vendimia             | Arcilla    | Maria-Tania Abraham | 6–4, 6–4      |
| Victoria  | 11-08-2007 | Copa Naciones Amigas      | Arcilla    | Gisella Pere        | 7–5, 7–5      |
| Victoria  | 18-08-2007 | Copa Club Farallones      | Arcilla    | Lorena Avilés       | 3–6, 6–3, 6–3 |
| Victoria  | 26-08-2007 | Torneo Juvenil de Yaracuy | Dura       | Josymar Escalona    | 6–3, 6–4      |
| Victoria  | 08-03-2008 | Asunción Bowl             | Arcilla    | Johanna Konta       | 6–4, 6–2      |

#### Dobles
| Leyenda            |
| ------------------ |
| Torneos de Grado 1 |
| Torneos de Grado 2 |
| Torneos de Grado 3 |
| Torneos de Grado 4 |
| Torneos de Grado 5 |

| Resultado | Fecha      | Torneo               | Superficie | Pareja          | Rivales                       | Marcador |
| --------- | ---------- | -------------------- | ---------- | --------------- | ----------------------------- | -------- |
| Derrota   | 10-08-2007 | Copa Naciones Amigas | Arcilla    | Camila Bernal   | Raquel Díaz Adriana Pérez     | 2–3 Ret  |
| Victoria  | 17-08-2007 | Copa Club Farallones | Arcilla    | Monica Pezzotti | Josymar Escalona Gisella Pere | 6–3, 7–5 |

### Finales ITF Pro

#### Singles
| Leyenda                      |
| ---------------------------- |
| Torneos de $100,000          |
| Torneos de $75,000           |
| Torneos de $50,000           |
| Torneos de $25,000           |
| Torneos de $10,000 y $15,000 |

| Resultado | Fecha      | Torneo                  | Superficie | Rival                  | Marcador      |
| --------- | ---------- | ----------------------- | ---------- | ---------------------- | ------------- |
| Derrota   | 28-09-2008 | Serra Negra             | Arcilla    | Aranza Salut           | 4–6, 4–6      |
| Victoria  | 18-10-2008 | Lima                    | Arcilla    | Karen Castiblanco      | 6–1, 6–3      |
| Victoria  | 01-11-2008 | Lima                    | Arcilla    | Julia Samuseva         | 6–1, 6–2      |
| Derrota   | 29-11-2008 | Buenos Aires            | Arcilla    | Vanesa Furlanetto      | 1–3 Ret       |
| Victoria  | 28-03-2009 | Lima                    | Arcilla    | Valentine Confalonieri | 6–4, 6–2      |
| Victoria  | 04-04-2009 | Lima                    | Arcilla    | Veronica Spiegel       | 6–3, 7–6      |
| Derrota   | 21-06-2009 | Alkmaar                 | Arcilla    | Richèl Hogenkamp       | 6–7, 3–6      |
| Victoria  | 09-05-2010 | Río de Janeiro          | Arcilla    | Olivia Sanchez         | 6–2, 1–6, 6–4 |
| Derrota   | 16-05-2010 | Río de Janeiro          | Arcilla    | Olivia Sanchez         | 4–6, 3–6      |
| Victoria  | 10-09-2011 | Casale                  | Arcilla    | Erika Zanchetta        | 6–2, 6–1      |
| Victoria  | 18-09-2011 | Mont-De-Marsan          | Arcilla    | Laura Thorpe           | 6–2, 6–4      |
| Derrota   | 19-11-2011 | Vinaros                 | Arcilla    | Anastasia Grymalska    | W/O           |
| Derrota   | 12-02-2012 | Riviera de Sao Lourenco | Dura       | Roxane Vaisemberg      | 1–6, 1–6      |
| Victoria  | 19-05-2012 | Caserta                 | Arcilla    | Aleksandra Krunić      | 6–1, 6–0      |
| Victoria  | 03-08-2013 | Sao Paulo               | Arcilla    | Gabriela Cé            | 7–6, 5–7, 6–2 |
| Victoria  | 05-10-2013 | Asunción                | Arcilla    | Carolina Zeballos      | 6–7, 6–2, 6–2 |
| Derrota   | 01-06-2014 | Bol                     | Arcilla    | Nadia Podoroska        | 1–6, 7–6, 1–6 |
| Victoria  | 08-06-2014 | Bol                     | Arcilla    | Tena Lukas             | 6–1, 6–2      |
| Victoria  | 18-10-2014 | Lima                    | Arcilla    | Camila Giangreco       | 6–3, 6–4      |
| Victoria  | 25-10-2014 | Lima                    | Arcilla    | Constanza Vega         | 6–3, 6–1      |
| Victoria  | 23-11-2014 | Asunción                | Arcilla    | Florencia Molinero     | 6–3, 6–2      |
| Victoria  | 06-12-2014 | Santiago                | Arcilla    | Florencia Molinero     | 3–6, 7–5, 6–1 |

#### Dobles
| Leyenda                      |
| ---------------------------- |
| Torneos de $100,000          |
| Torneos de $75,000           |
| Torneos de $50,000           |
| Torneos de $25,000           |
| Torneos de $10,000 y $15,000 |

| Resultado | Fecha      | Torneo         | Superficie | Pareja            | Rivales                               | Marcador       |
| --------- | ---------- | -------------- | ---------- | ----------------- | ------------------------------------- | -------------- |
| Victoria  | 01-11-2008 | Lima           | Arcilla    | Karen Castiblanco | Vanesa Furlanetto Andrea Koch         | 6–1, 6–3       |
| Derrota   | 03-04-2009 | Lima           | Arcilla    | Natalia Guitler   | Carla Beltrami María Irigoyen         | 6–4, 3–6, 5–10 |
| Victoria  | 20-06-2009 | Alkmaar        | Arcilla    | Cindy Chala       | Richèl Hogenkamp Nicolette Van Uitert | 7–6, 3–6, 10–2 |
| Victoria  | 08-05-2010 | Río de Janeiro | Arcilla    | Amanda Carreras   | María Fernanda Álvarez Andreja Klepač | 3–6, 6–4, 10–8 |
| Victoria  | 14-04-2012 | Pomezia        | Arcilla    | Teliana Pereira   | Benedetta Davato Anne Schaefer        | 7–6, 6–2       |
| Victoria  | 30-05-2014 | Bol            | Arcilla    | Emma Laine        | Lenka Kuncikova Karolina Stuchla      | 6–3, 6–3       |